# 酒井忍
酒井 忍（さかい しのぶ、1973年1月8日 - ）は、地方競馬川崎競馬場所属の調教師、元騎手。

## 来歴
新潟県競馬、河内義昭厩舎で厩務員を務めていた父・酒井正男の次男として生まれ、子供の頃から騎手を目指していた。日本中央競馬会（JRA）所属騎手の酒井学は弟（三男）である。
1991年4月6日第1回三条競馬1日目第9競走サラ系B1ロ条件戦でホロトダイアに騎乗し、初騎乗（9頭立て8番人気8着）。同年4月14日第1回三条競馬6日目第4競走サラ系C4ロ条件戦をゴットファザーで優勝（9頭立て4番人気）し、初勝利。その後向山牧（現笠松所属）、山田信大（現船橋所属）らとリーディングジョッキーを争い、新潟県競馬の主力騎手として673勝を挙げる活躍を見せたが、2000年暮れに所属していた厩舎の河内義昭調教師が病気で引退することになり、「環境を変えたい」と志願して川崎へ移籍した（新潟県競馬の廃止による移籍ではない）。なおこの際、勝負服の服色登録も現在のものに変更している。（石崎駿の項も参照）
2001年7月から川崎で騎乗を始め、翌2002年にはキングセイバーで東京ダービーを制覇、南関東では押しも押されもせぬ主力騎手の1人となった。
2007年12月13日にシンガポールターフクラブの短期免許を取得し、海外遠征することが発表された。期間は2008年1月1日から3月31日までの3ヶ月間で、主に高岡秀行厩舎の下で騎乗した。
2011年3月3日第13回川崎競馬4日目第5競走C2十一組十二組十三組条件戦をラヴァリーズームで優勝（12頭立て1番人気）し、14890戦目で地方競馬通算1500勝を達成。
2012年6月4日付けで神奈川県騎手会所属となる予定であったが、6月11日付けに変更された。
2014年11月17日第7回浦和競馬1日目第11競走プラタナス特別（C2一組）をテンエイヒーローで優勝（12頭立て2番人気）し、17402戦目で地方競馬通算1700勝を達成。
2021年6月2日、浦和競馬第6競走をイッツオンで勝利し、21975戦目で地方通算2000勝を達成した。
2022年11月11日、地方競馬全国協会より「令和4年度第2回調教師・騎手免許試験」の合格者が発表され、調教師免許に合格。同年11月30日の船橋競馬をもって、騎手を引退、同年12月1日付で調教師免許が交付された。
2023年6月1日付けで厩舎を開業。

## 主な騎乗馬
- レイクダービー - 1994年朱鷺大賞典
- オールザドラゴン - 1994年アラブ栄冠、アラブ王冠、銀嶺賞、1995年砂山賞
- イブキハイスピード - 1994年豊栄記念、1995年迎春賞
- オールザヒリュウ - 1995年アラブ栄冠
- リーダードリーム - 1995年新潟ジュニアカップ、東北サラブレッド3歳チャンピオン
- トミノゴーラン - 1996年三条記念
- ビクトリーパレード - 1997年若駒賞、駿馬賞、1998年アラブ栄冠、アラブ王冠
- イブキクラッシュ - 1998年朱鷺大賞典、三条記念、新潟記念
- ラスカルライデン - 1998年駿馬賞
- クレッセル - 1999年若草賞、三条記念
- ニイガタヒメ - 1999年砂山賞
- ピュアーダッシュ - 2000年新潟卯月賞
- セカンドゲス - 2000年栗駒賞
- キングセイバー - 2002年東京ダービー、クラウンカップ
- ベルモントビーチ - 2004年マリーンカップ(GIII)
- キングトルネード - 2006年雲取賞当時は準重賞
- グローリーウイナー - 2006年京成盃スカイライナースプリント
- チョウサンタイガー - 2006年テレビ埼玉杯
- ヴァイタルシーズ - 2007年ハイセイコー記念
- ライジングウェーブ - 2009年大井記念
- シャレーストーン - 2009年羽田盃2着
- ヴェガス - 2011年東京ダービー2着
- トキノノゾミ - 2020年たんぽぽ賞
- ウタマロ - 2020年クラウンカップ